# Hades Almighty
Hades Almighty é uma banda de black metal de Bergen, Noruega. A banda se formou em 1992 com o nome de Hades, mas tiveram que mudar para Hades Almighty em 1998 já que uma banda americana já detinha os direitos sobre o nome.

## História
O Hades foi formado em 1992 em Bergen pelo ex-guitarrista do Immortal, Jørn Inge Tunsberg, e o baterista Remi Andersen. Se juntaram aos dois Janto Garmanslund no baixo e Wilhelm Nagel como segundo guitarrista. A primeira demo, Alone Walkyng foi gravada em Junho de 1993 no Grieghallen e produzida por Pytten, um importante produtor da cena Black Metal. A demo foi relançada como CD em 1996 pelo selo italiano Wounded Love. Em 1993, Tunsberg foi condenado juntamente com outro músico de Black Metal, Varg Vikernes, pelo incêndio de uma igreja em Åsane. Seguindo o lançamento da demo, a banda assinou com a Full Moon Productions e gravaram o primeiro álbum, ...Again Shall Be, novamente no Grieghallen em Junho e Julho de 1994. Nessa época, Nagel foi substituído por Stig Hagenes.
O Hades gravou seu segundo álbum, The Dawn of the Dying Sun, no Grieghallen em 1996, que foi lançado pela Full Moon Productions em 1997. A banda divulgou esse lançamento com uma longa turnê pela Europa, México e Estados Unidos.
Em 1998 a banda foi forçada a mudar seu nome de Hades para Hades Almighty depois de queixas de uma banda americana que já detinha os direitos do nome. Após a mudança do nome, a banda começou a trabalhar no novo álbum e participou do festival Wacken Open Air.
Em Setembro de 1998 a banda entrou no Prolog Studios em Dortmund, na Alemanha, para as gravações de Millenium Nocturne, lançado pela Nuclear Blast através da Hammerheart. Eles viajaram pela Europa na divulgação do álbum juntamente com o Immortal e o Benediction, e uma série separada de shows na região do Benelux, com as bandas Mayhem e Primordial.
O quarto álbum, The Pulse of Decay foi lançado em 2001 pelo selo Psycho Bitch Records. A banda assinou um contrato com a Khaoz Productions em 2003, e um acordo com a Dark Essence Records em 2004. A gravadora relançou The Pulse of Decay em 2004 com faixas bônus. incluindo o cover do Manowar, "Each Dawn I Die", e uma participação em um DVD com a música "Submission Equals Suicide".

## Formação
| Nome               | Apelido | Período           | Instrumento           |
| ------------------ | ------- | ----------------- | --------------------- |
| Remi Andersen      |         | 1992 - atualmente | Bateria, Vocal        |
| Jørn Inge Tunsberg |         | 1992 - atualmente | Guitarra, Teclado     |
| Janto Garmanslund  | Janto   | 1992 - atualmente | Vocal, Baixo, Teclado |
| Ex-integrantes     |         |                   |                       |
| Stig Hagenes       |         | 1994 - 1999       | Guitarra              |
| Wilhelm Nagel      |         | 1993 - 1994       | Guitarra              |

## Discografia
Álbuns de estúdio
- ...Again Shall Be (1994, como "Hades")
- The Dawn of the Dying Sun (1997 como "Hades")
- Millenium Nocturne (1999)
- The Pulse of Decay (2001)

Demo
- Alone Walkyng (1993 como "Hades")

Colaboração
- Katatonia / Hades (1996 como "Hades")

EP
- Pyre Era, Black! (2015)